# Facundo Crespo
Roberto Facundo Crespo (Neuquén, Argentina, 1 de enero de 1991) es un futbolista argentino. Juega como guardameta y su equipo actual es el Club Cipolletti del Torneo Federal A, tercera división del fútbol argentino.

## Clubes
| Club           | País       | Año       |
| -------------- | ---------- | --------- |
| Maronese       | Argentina  | 2011-2013 |
| Deportivo Roca | Argentina  | 2013-2016 |
| Cartaginés SC  | Costa Rica | 2016      |
| Pérez Zeledón  | Costa Rica | 2017      |
| Cipolletti     | Argentina  | 2018-Act. |